# Glenoleon rudda
Glenoleon rudda is een insect uit de familie van de mierenleeuwen (Myrmeleontidae), die tot de orde netvleugeligen (Neuroptera) behoort. 
Glenoleon rudda is voor het eerst wetenschappelijk beschreven door New in 1985.